# Cercle Ekliptika
Le Cercle Ekliptika fut fondé en 1905 par un groupe d'étudiants de l'Université de Copenhague pour discuter principalement de philosophie et d'épistémologie s'inspirant des enseignements d'Harald Høffding. Le nom "Ekliptika" fut choisi pour indiquer que le nombre de ses membres était limité à douze lesquels appartenaient à l'élite sociale, intellectuelle ou politique du Danemark.

## Historique
Le Cercle Ekliptika se composait de Niels et Harald Bohr, Edgar Rubin, professeur de psychologie expérimentale à l'Université de Copenhague et directeur du laboratoire de psychologie de cette université qui présida en 1932 le Congrès international de psychologie, Peter Skov qui deviendra plus tard ambassadeur du Danemark en Union soviétique, Niels Erik Nörlund, récipiendaire en 1908 de la médaille d'or en mathématiques et qui deviendra plus tard le directeur d'un institut de géodésie, son frère, Poul Nørlund, qui fut un archéologue réputé pour ses contributions à l'Antiquité norroise et qui participa au développement des musées au Danemark, Vilhelm Slomann qui deviendra le directeur du Musée des arts appliqués, Viggo Brondal, professeur de langue et littérature romane à l'Université de Copenahgue, Einar Cohn, économiste statisticien, secrétaire de la Société nationale d'économie et sous-secrétaire permanent du gouvernement du Danemark, Kaj Harriksen, entomologiste qui deviendra plus tard conservateur du Musée zoologique, Astrid Lund et Lis Jacobsen, docteur en philologie, présidente pour la Société pour la langue et la littérature danoise et rédactrice du Dictionnaire de la langue danoise.

## Sources bibliographiques
- Johannes Witt-Hansen, Leibniz, Høffding, and the "Ekliptika" Circle, Danish Year-Book of Philosophy Kobenhavn, 1980, vol 17, pp 31-58
- Finn Aaserud, John L. Heilbron, Love, Literature and the Quantum Atom: Niels Bohr's 1913 Trilogy Revisited, Éd. Oxford University Press, 2013, p. 9  (ISBN 9780199680283)